# Saint-Jean-Lasseille
Saint-Jean-Lasseille en francés y oficialmente, Sant Joan la Cella en catalán, es una localidad y comuna francesa, situada en el departamento de Pirineos Orientales, región de Languedoc-Rosellón y comarca histórica del Rosellón.
Sus habitantes reciben el gentilicio de lasseillais en francés o joancellenc, joancellenca en catalán.
La base económica de la comuna es el cultivo de vides, que ocupan casi la totalidad de su extensión.

## Demografía
| 248 | 289 | 252 | 346 | 437 | 469 |
| Para los censos de 1962 a 1999 la población legal corresponde a la población sin duplicidades (Fuente: INSEE [Consultar]) |     |     |     |     |     |